# Misiones (departement)

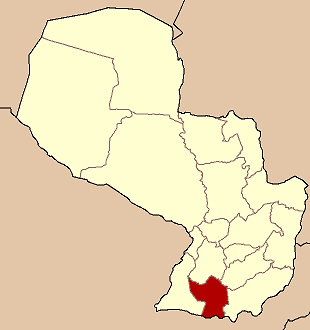
Departementets läge.

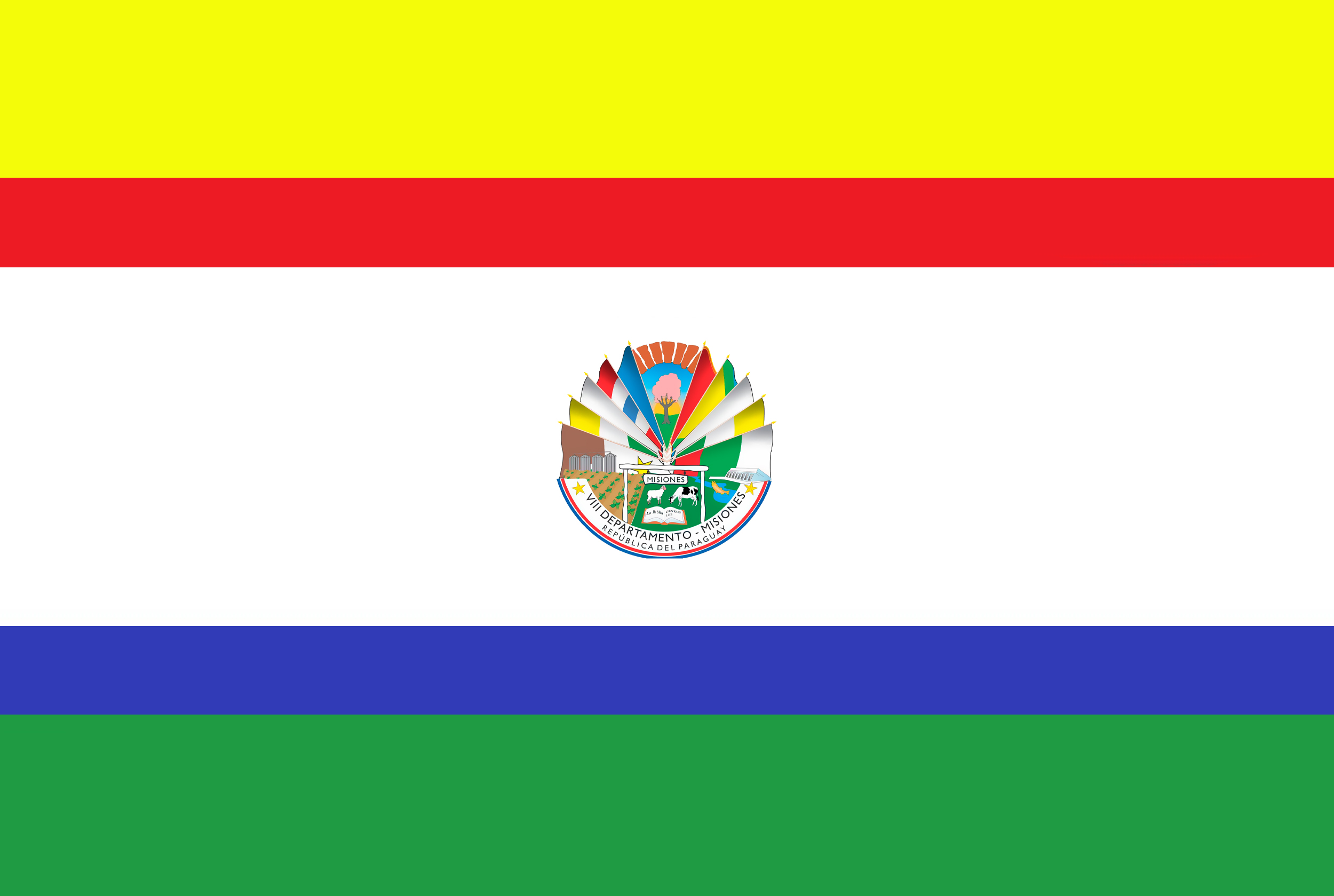
Departementets flagga.

Departementet Misiones (Departamento de Misiones) är ett av Paraguays 17 departement.  Departementet skapades 1906.

## Geografi
Misiones har en yta på cirka 9 556 km² med cirka 102 000 invånare. Befolkningstätheten är 11 invånare/km². Departementet ligger i Región Oriental (Östra regionen).
Huvudorten är  San Juan Bautista med cirka 10 500 invånare.

## Förvaltning
Distriktet förvaltas av en Gobernador och har ordningsnummer 8, ISO 3166-2-koden är "PY-8".
Departementet är underdelad i 10 distritos (distrikt):
- Ayolas
- San Ignacio
- San Juan Bautista de las Misiones
- San Miguel
- San Patricio
- Santa María
- Santa Rosa
- Santiago
- Villa Florida
- Yabebyry

Distrikten är sedan underdelade i municipios (kommuner).